# Liberalisme
El liberalisme és un grup d'ideologies polítiques, socials i religioses, que s'oposen a l'absolutisme i que afirma la llibertat de la persona i la supremacia de la iniciativa individual per sobre de la col·lectiva. Això implica que les estructures de govern redueixin la seva intervenció al mínim necessari per a garantir la convivència, seguint la filosofia del laissez faire, laissez passer (del francès: «deixar fer, deixar passar»).

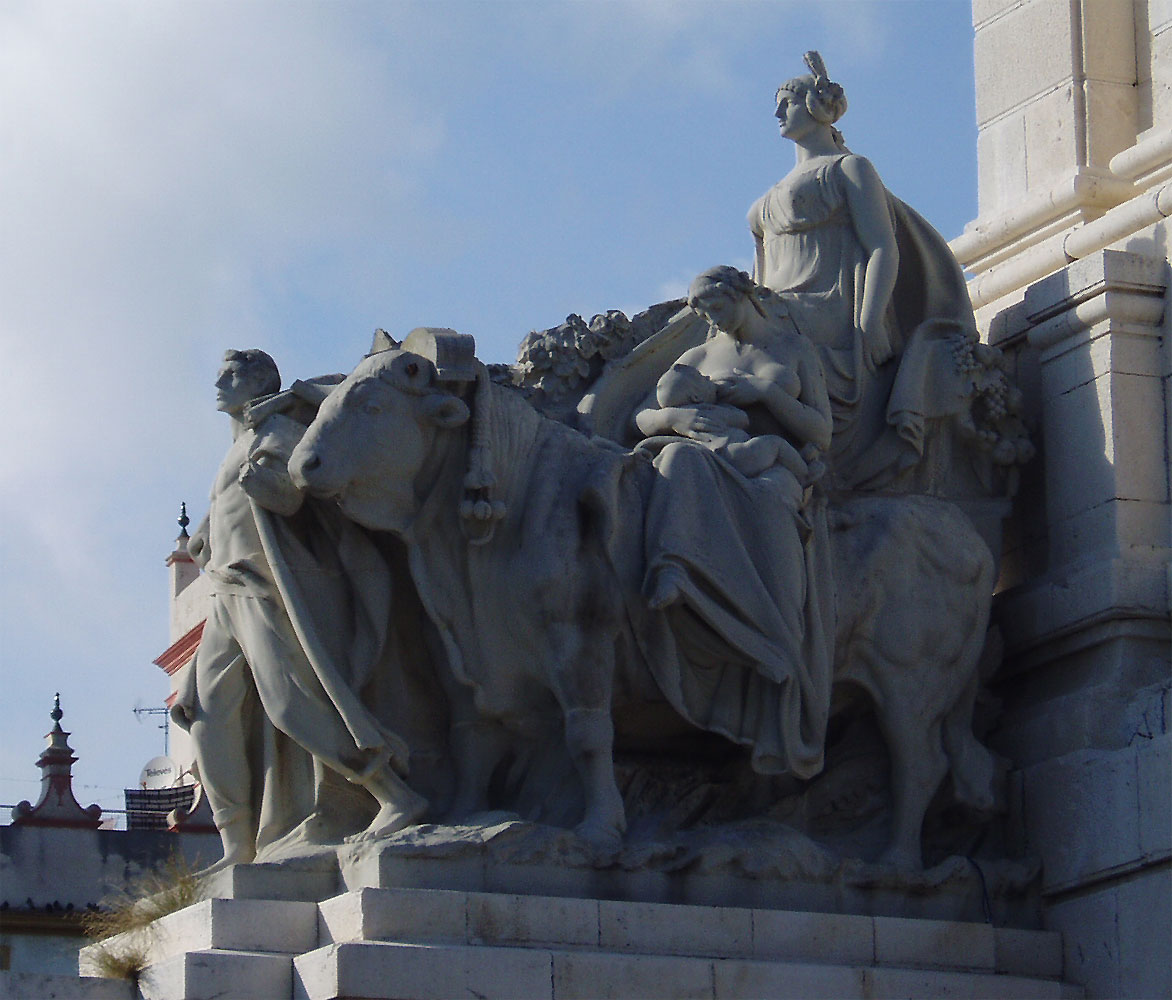
Figures al·legòriques del Monument a la Constitució de 1812 a Cadis

Promou les llibertats civils, la igualtat jurídica i apel·la als principis republicans. És el corrent en el qual es fonamenten el lliure mercat i la separació de poders.
Els seus objectius principals són:
- El desenvolupament de les llibertats individuals i, a partir d'aquestes, el progrés de la societat.
- L'establiment d'un estat de dret, on totes les persones siguin iguals davant la llei, sense privilegis ni distincions, en acatament amb un mateix marc mínim de lleis que resguardi les llibertats de les persones.

El liberalisme va inspirar parcialment l'organització de l'estat de dret amb poders limitats —que idealment hauria de reduir les funcions del govern a seguretat, justícia i obres públiques— i sotmès a una constitució, que va permetre el sorgiment de la democràcia liberal durant el segle xix, encara vigent a moltes nacions actuals, especialment de l'Occident. El liberalisme, en promoure la llibertat econòmica on va poder aplicar-se, va posar fi a les regulacions econòmiques de l'absolutisme i va permetre el desenvolupament de l'economia de mercat i l'ascens progressiu del capitalisme, evolucionant de forma paral·lela a ambdós costats del Canal de la Mànega, en el cas de França en la seva forma revolucionària mentre a Gran Bretanya en la seva variant reformista. En molts països, el liberalisme ha evolucionat cap al neoliberalisme.

## Història
El primer gran pensador classificable com a liberal fou John Locke, filòsof d'origen britànic. La seva obra Dos Tractats sobre el Govern suposa el començament del liberalisme polític, en ser aplicat arran de la Revolució del 1688. En aquest assaig es nega l'origen diví de l'autoritat del rei, es defensa que aquest emana del poble i, per tant, es reclama el sistema de monarquia constitucional i representativa.
Continuant aquesta línia, apareixen a França els pensadors il·lustrats de la nova classe burgesa, precursors de la Revolució Francesa, entre els quals destaquen Montesquieu (autor de la teoria de la separació de poders), Rousseau (teòric del contracte social) i Voltaire. Però la repressió política a França duu a molts liberals a l'exili anglès, produint en aquest darrer país un autèntic intercanvi d'idees que donarà l'impuls definitiu a la ideologia liberal. L'ajuda que els ofereix el reformador Jeremy Bentham (teòric de l'utilitarisme) li val, el 1792, el títol de Ciutadà d'Honor de França.

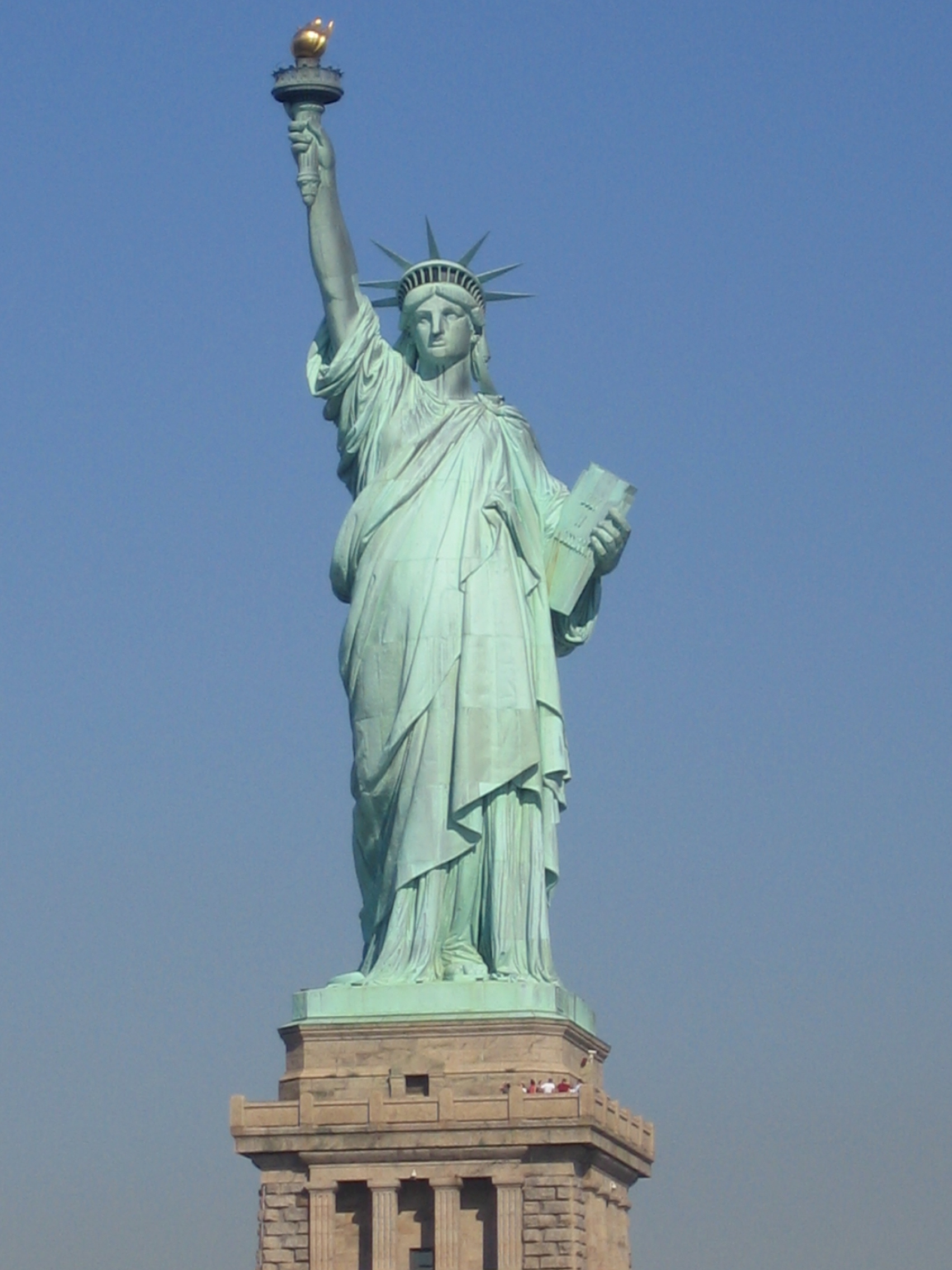
La Estàtua de la Llibertat, símbol del liberalisme

El triomf relatiu en la conquesta del poder polític marca l'inici de l'aplicació sistemàtica de la visió del món liberal a la resta dels àmbits socials. El moviment estaca la seva teoria econòmica liberal, iniciada per Adam Smith a la seva obra La riquesa de les nacions, continuada per David Ricardo i John Stuart Mill, l'obra més important del qual és Sobre la Llibertat, i finalment completada per la teoria general de l'equilibri de Léon Walras.
L'època hegemònica del liberalisme coincideix amb la modernitat, és a dir, el període comprés entre el fracàs de la Restauració i la Primera Guerra Mundial, arran de la qual els grans desequilibris econòmics (especialment al camp monetari i financer) que van culminar amb el Crac del 29 i la Gran Depressió, sorgeix una nova efervescència dins el pensament liberal (a part d'una agudització de la lluita de classes), que s'escindeix en dos corrents: el Liberalisme Americà i el Liberalisme Austríac.
Aquest cisma es gesta des de principis del segle xx, arran de la discussió teòrica sobre el rigor dels agregats macroeconòmics, d'una evident utilitat pragmàtica, però discutible en els seus mètodes. Vilfredo Pareto arriba al fons de la qüestió quan, després de llegir sobre una disputa entre un funcionari britànic i un braman sobre el sistema de castes de l'Índia, nega l'intercomparabilitat de la satisfacció entre dos individus, trencant així amb la tradició igualitarista de Jeremy Bentham.
Segons Pareto, la satisfacció és una magnitud ordinal i personal i, per tant, no pot quantificar-se, ni de bon tros sumar a la d'un altre individu. Això no només desbarata la possibilitat de realitzar-ne agregats de satisfacció social, sinó que justifica les més extremes desigualtats de base.
Amb la concepció de Jeremy Bentham, en seguir la Llei de Rendiments Decreixents, es pot demostrar que la distribució de la renda òptima per a la societat és la completa igualtat. La nova teoria de Pareto negava aquesta conclusió i proposà una altra situació òptima: quan ningú pogués incrementar la seva satisfacció sense reduir-ne la d'un altre. Existeixen infinites situacions que compleixen aquest criteri, i van des del total acaparament de la riquesa per part d'una única persona fins a l'òptim social igualitarista.
Tot i que el problema de fons és aquest, l'escenari de la ruptura definitiva fou molt més superficial. El 1936 John Maynard Keynes publicà la seva opera magna: Teoria general de l'ocupació, l'interès i el diner, en la qual defensa la intervenció activa de l'estat en l'economia per tal de garantir l'estabilitat de la demanda agregada, i amb això l'ocupació i el creixement econòmic.
Aquesta deriva cap al socialisme i l'economia mixta no va agradar gens als pensadors austríacs, liderats per Friedrich Hayek. Les disputes dialèctiques acabaren en un gran distanciament entre els sectors més progressistes i els més conservadors dins del liberalisme.
L'escola americana, representant dels progressistes, va començar a defensar la intervenció de l'estat en matèria macroeconòmica, en promoció de la mobilitat social, control dels oligopolis que la creixent automatització i producció en massa fomentava, etc. Per contra, l'escola austríaca culpabilitza de tots els trastorns macroeconòmics a l'estat, veu amb bons ulls les desigualtats socials i considera els oligopolis com a símbol de l'èxit en la gestió. Alguns sectors, fins i tot critiquen el liberalisme polític perquè segons ells duria als més febles a instaurar un govern socialista totalitari.
Després de la Segona Guerra Mundial es produeix una divisió del món en dos grans blocs: el comunista i el capitalista, durant el període anomenat Guerra Freda. Al bloc capitalista s'intenta reconstruir un sistema, prenent aquest un caire keynesià, molt influït per la por a una nova Gran Depressió i al comunisme. Aquesta por l'allunya dels postulats de l'economia liberal, però el liberalisme polític i social es manté.
Més endavant, la Crisi del Petroli, la neutralització de l'amenaça comunista i, sobretot, l'ascens a començament dels anys 80 d'una nova generació que no va patir la Gran Depressió, suposen un canvi de direcció brusc. Liderats per Margaret Thatcher al Regne Unit i per Ronald Reagan als Estats Units d'Amèrica, els teòrics austríacs arriben al poder, iniciant el que molts politicòlegs ja qualifiquen com a nova era d'hegemonia liberal.

## Definició
Podem dir, que el que distingeix al liberalisme polític en cada període de la història és la fe en l'existència dels drets fonamentals i inviolables de les persones i la igualtat dels ciutadans davant la llei (igualtat formal). El punt de vista de la persona i el gaudi de la llibertat individual es consideren els paràmetres vàlids per jutjar la bondat d'una política i d'una social. En aquesta perspectiva, els poders de l'estat han de complir amb límits estrictes per evitar la violació dels drets i llibertats dels ciutadans. D'això es desprèn de la negativa que de tant en tant sorgeix del poder autoritari de la monarquia i del clergat, i del totalitarisme en general, tota doctrina que proclama el sacrifici en nom de la visió externa d'aquesta.
| «                | Les conseqüències del liberalisme en matèria de religió i el secularisme és la separació entre Església i Estat: "La llibertat a l'Estat Lliure de l'Església | » |
| — Camillo Cavour | |   |

| «               | Però el liberalisme és laic, perquè les trucades a l'Estat de no interferir en les decisions morals: "Ningú no pot obligar a ser feliç a la seva manera (és a dir, com ell s'imagina el benestar d'altres persones), però cadascú pot trobar la felicitat en la forma en què sembla bona, sempre que no afectin negativament a la llibertat dels altres perquè s'esforcin pel mateix propòsit. » | » |
| — Immanuel Kant | |   |

## Fonaments teòrics
Per definir els fonaments dels corrents de pensament liberals, aquests es poden dividir en dues famílies, basades en dues concepcions diferents de l'home i la societat.

### Família paretiana
Aquesta família es pot considerar actualment com a la més genuïna representació del liberalisme, ja que duu fins a l'extrem els seus postulats bàsics. A conseqüència de l'explicació de Pareto de la satisfacció, el liberalisme paretià considera a l'individu finalitat en si mateixa, ignorant qualsevol consideració social. L'individu és la base de tot, i la mesura de totes les coses. Però cal dir que els liberals paretians no escatimen a la incoherència de recórrer a arguments socials i als indicadors macroeconòmics que tant critiquen a la teoria per qüestions purament retòriques, cosa que pot arribar a confondre a l'hora de classificar ideològicament a aquesta persona.
Amb l'individu com a finalitat en si mateixa, neixen tres ideologies pròpiament dites (cadascuna amb la seva diversitat interna): l'anarcocapitalisme, el liberalisme autoritari i l'autodeterminisme o poliarquia.
- L'anarcocapitalisme veu en l'estat una amenaça permanent per a l'individu i, per tant, advoca per la seva destrucció. Com a defensa de la seva propietat i integritat, cada individu s'haurà d'espavilar, ja sigui armant-se, ja sigui pagant a "empreses de seguretat privada". Segons els anarcocapitalistes, aquesta "llei de la selva" és l'ordre natural de les coses. Molts teòrics consideren l'anarcocapitalisme com el vessant no-estatista del liberalisme autoritari (i per tant, part d'aquesta ideologia).

- El liberalisme autoritari considera l'Estat com un mal necessari per a garantir un ordre liberal, és a dir, el règim de propietat privada, l'espai de seguretat, etc. Però en cap moment ha de sortir d'aquests àmbits i, per tant, cal restringir fortament les llibertats polítiques d'aquells que defensen un major intervencionisme. Els més moderats es limiten a prohibir constitucionalment la política social del govern, mentre que els més radicals defensen l'abolició del règim democràtic i la instauració d'una dictadura liberal i un estat policíac.

- L'autodeterminisme i la poliarquia són, segurament, els més flexibles dels sistemes paretians i, per tant, els més propers a l'esperit del liberalisme clàssic (pre-Guerres Mundials). De fet, l'origen d'aqusta ideologia parteix de la teoria del contracte social de Rousseau, segons la qual la sobirania emana de l'individu, i que aquest la delega mitjançant un pacte amb la resta de la societat. Amb aquest pacte, un determinat col·lectiu s'identifica com a subjecte constituent, i crea la seva pròpia forma de govern. Seguint aquesta filosofia, ja que l'individu n'és el propietari de la seva sobirania, qualsevol grup d'individus es podria posar d'acord i constituir-se com a subjecte polític, amb la seva forma de govern particular.

Les diferències entre aquests dos corrents de pensament interns és que, mentre l'autodeterminisme defensa la territorialitat de la llei (estatisme), la poliarquia manté que la llei bàsicament s'aplica a les persones i les seves propietats i que, per tant, no ha de desenvolupar-se necessàriament dins un àmbit territorial determinat. Això fa de la poliarquia un corrent més anarquitzant, i a l'hora més tolerant cap a les formes totalitàries de govern, ja que per fugir d'elles no és necessària l'emigració.

### Família benthamiana
No existeix la família ideològica benthamiana estrictament, ja que aquesta no és més que el vessant liberal d'una de més gran: la col·lectivista, però emmarcada dins el grup liberal pren plena autonomia i un caràcter genuïnament propi.
El tret diferencial d'aquesta "família" respecte a altres col·lectivismes n'és la convicció de què l'acció individual, a la recerca de maximitzar la seva pròpia satisfacció, resulta socialment més eficient que la col·lectiva (tot i que el col·lectiu ha de vetllar per l'interès general), en garantir una major adaptació a les preferències dels seus membres.
Això suposa que les accions del govern bàsicament vagin encaminades a generar unes determinades condicions generals, favorables al fet que la totalitat dels individus puguin trobar el seu lloc a la societat independentment del seu origen (mobilitat social). A més, en comptes de prohibicions i obligacions, tendeix a proposar incentius i penalitzacions, ampliant així el marge de maniobra de les persones.
A l'hora de cercar diferències entre pensadors, el fet d'acceptar l'existència d'una satisfacció social fa de la família benthamiana un corrent fortament pragmàtic, adaptant-se en cada moment a unes condicions històriques i socials determinades, cosa que dificulta una classificació de les ideologies que la formen. Bàsicament en trobem dos: el socioliberalisme de dretes i el d'esquerres.
- El socioliberalisme de dretes és la ideologia menys intervencionista d'aquesta família ja que considera que, excepte causes de força major (catàstrofes, malalties, etc.), l'individu forja el seu destí amb la seva pròpia actitud. Per tant, només aspira a garantir la total igualtat de partida, donant per suposat que la posterior actitud de l'individu anirà assumint, de forma responsable i coherent, els sacrificis i beneficis entre els quals, al llarg de la seva vida, haurà d'elegir.

En conseqüència, tendeix a garantir una educació bàsica igual per a tots els ciutadans, a limitar l'herència privada (substituint-la per una de col·lectiva) i a crear un sistema de seguretat social, és a dir, una assegurança de malaltia, accident o catàstrofe.
- El socioliberalisme d'esquerres dubta de la coherència i la responsabilitat de l'individu, assumint que una persona al llarg de la seva vida pot canviar de preferències, i pot cometre greus errors. Per tant, tendeix a donar una segona oportunitat a les persones que al llarg de la seva vida cauen en desgràcia, oferint un sistema de beneficència més o menys elaborat, així com nombroses possibilitats de reciclatge professional, a més dels drets bàsics oferts pel socioliberalisme de dretes.

També destaca el fet que, en alguns casos, unes determinades estructures socials prenguin especial força per damunt de la voluntat de l'individu i que, per tant, fomentarien l'aparició de desigualtats i altres injustícies socials. Aquestes estructures, que s'identifiquen generalment amb grans empreses o grans sindicats, haurien de ser controlades per l'Estat, qui s'encarregaria de mesures d'arbitratge i de defensa dels ciutadans davant d'elles.

## Aspectes

### Liberalisme econòmic
El liberalisme econòmic és un moviment polític ideat al segle xviii per Adam Smith, segons el qual no s'ha d'intervenir econòmicament en la macroeconomia ja que, segons els seus seguidors, aquesta s'autoregula. Així, en principi l'estat no hauria de voler modificar cap mena d'oferta (per exemple, a favor de productes locals, més ecològics, més socials, etc.) ni de la demanda (per exemple, l'aplicació de bons o impostos a certs productes, per a afavorir-ne o no el seu consum). Són partidaris de pocs impostos, en especial els progressius i d'un sistema d'impostos senzill, sense casos adaptats a cada situació.
Implica permetre i de vegades afavorir l'abús de posició dominant de les entitats econòmiques, que és la influència a l'estructura d'un mercat per part d'una empresa o organització poderosa. Per a François Perroux, la dominació caracteritza la situació a la qual una entitat econòmica determinada mobilitza al seu profit elements per mitjà dels quals, asimètricament, pot influenciar de manera intensa i sostinguda al llarg del temps als altres actors que participen en el mateix mercat, incloent els ciutadans. Relaciona les diferents formes de domini i desarticulació de les entitats financeres amb la desatenció ciutadana per part de l'estat i amb la manca d'autonomia ciutadana per a poder-se desenvolupar amb llibertat social i personal.

### Liberalisme religiós
El liberalisme dintre de l'àmbit de la religió està lligat generalment a les Esglésies del protestantisme (principalment l'anglo-saxó) contràries als dogmes i que afirmen la llibertat del creient en qüestions de fe. Aquesta afirmació de la llibertat i dignitat personal ha portat a membres d'aquestes Esglésies a ser capdavanters en temes socials com ara el dret de vot, la igualtat racial i de gènere, l'ordenació de les dones, l'acceptació del matrimoni homosexual i altres qüestions de tipus social i moral. Són esglésies liberals els quàquers, els unitaris i els universalistes, així com algunes branques dels anglicans, metodistes i dels baptistes, entre d'altres.
Per extensió, es parla també de liberalisme per referir-se a moviments contraris al dogmatisme i al fonamentalisme a altres religions: així es pot parlar de budisme liberal (també conegut com a «compromès», islam liberal (el més disposat a acceptar els drets individuals reconeguts a la societat occidental), etc.

### Liberalisme social
El liberalisme social és l'aplicació dels principis liberals a la vida política dels individus, com per exemple la no intromissió de qualsevol col·lectiu o individu al comportament privat dels ciutadans i a les seves relacions socials, existint plena llibertat d'expressió i religiosa, així com els diferents tipus de relacions socials consentides, morals, etc. Aquesta negativa permetria (sempre que sigui sotmesa a aprovació per elecció popular fent servir figures com referèndums o consultes públiques, ja que dintre del liberalisme sempre preval l'estat de dret i en un estat democràtic s'enduu a la seva màxima expressió amb la figura del sufragi) la legalització del consum de drogues, la llibertat de pas, la no regulació del matrimoni per part de l'estat (és a dir, reduint-se a un contracte privat), la liberalització de l'ensenyament, etc.

## Crítiques
Nombrosos autors sostenen que el liberalisme, més enllà de l'autoproclamació com a campió de les llibertats, ha de ser jutjat pel que ha suposat realment al llarg de la història, i han assenyalat que constitueix una tradició i una ideologia dedicada a la defensa d'un seguit de llibertats per a una minoria de la humanitat, una 'llibertat per al poble de senyors' excloent tots aquells considerats com a aliens a aquesta minoria, única posseïdora dels drets civils i polítics, caracteritzada com a societat civil. El liberalisme esdevé segons aquestes crítiques ideològiques emparentat des del seu naixement amb fenòmens com l'esclavitud, el colonialisme i el racisme. És així com denuncien que tots els grans autors del liberalisme dedicaren gran part de la seva obra a justificar i defensar l'esclavitud (és el cas dels teòrics i polítics nord-americans com Thomas Jefferson, Franklin, James, Madison, John C. Calhoun o Washington, alhora propietaris d'esclaus, o britànics, com John Locke, Thomas Dew o George Fitzhugh); el colonialisme (com John Stuart Mill o Alexis de Tocqueville) i la guerra d'extermini contra els pobles 'inferiors' (com defensà Tocqueville respecte a Algèria, Locke respecte als natius americans, els liberals britànics respecte a Irlanda o Índia, o Jefferson contra l'emancipació dels esclaus negres d'Haiti); o la consideració dels treballadors i en general, de la majoria de la població fins i tot en les mateixes metròpolis sense drets polítics o civils com a simples instruments de treball que podien ser empresonats i privats de llibertat (Jeremy Bentham).
Destaquen també el cruent atac del liberalisme contra intents de prohibir el treball infantil o regular els abusos als treballadors, intents considerats pels liberals com a 'despotisme'. Per altra banda, en altres ocasions no dubtaren a defensar el despotisme i el totalitarisme (Tocqueville amb Bonaparte contra l'igualitarisme de la revolució francesa, Ludwig Von Mises amb Dolfuss i Mussolini contra el moviment obrer, Milton Friedman i Friedrich Hayek amb el dictador xilè Augusto Pinochet per imposar els seus postulats econòmics) quan aquest respon a l'amenaça d'una majoria desposseïda d'accedir a majors drets civils i polítics i reclamar major igualtat, qüestionant la propietat de la minoria i la seva «llibertat de mercat».
Han assenyalat igualment la incongruència de la suposada i autoproclamada defensa de la llibertat amb la seva oposició sistemàtica a les llibertats d'associació i organització sindical, o a tota mena de moviment popular i social que pogués amenaçar els principis de la propietat i el mercat, inclosa la persecució i prohibició d'associacions obreres, alhora que defensaven l'associació dels propietaris i empresaris, considerats societat civil, en defensa dels seus interessos.
Altres crítics argumenten que les conquestes democràtiques que s'atribueix genèricament el liberalisme, i a les quals s'oposà, com el vot per a les dones, o els no propietaris, l'abolició de l'esclavitud, la descolonització, tots els drets socials, han estat derrotes de les posicions defensades pel corrent majoritari del liberalisme arrancades justament pels seus adversaris radicals, abolicionistes, feministes i socialistes.

### Crítiques col·lectivistes
La principal crítica per part dels col·lectivistes se centra en la concepció paretiana de l'home. Afirma, per tant, que la incomparabilitat de satisfaccions és una fal·làcia, ja que s'ignora tàcitament la nostra capacitat d'empatia, així com nombrosos estudis psicològics, sociològics i biològics. Per tant, existeix la possibilitat de comparar satisfaccions, i l'única manera de justificar desigualtats seria a través de diferències en el sistema de preferències (uns prefereixen descansar a tenir doblers, etc.).
També existeixen les crítiques internes col·lectivistes, dirigides contra aquells que accepten la igualtat de base dels éssers humans, però que aposten per l'individu. Aquestes són, principalment, les crítiques socialistes al socioliberalisme, segons les quals en un sistema liberal l'estat és incapaç de garantir la total igualtat de base (ja que, per exemple, escapa del seu control una part de l'herència i, sobretot, la part de l'educació que transmeten els pares als fills), i ressalta que gran part dels èxits i fracassos d'una persona depenen més de factors casuals que de les seves eleccions. Per tant, l'única forma de garantir la igualtat és mitjançant l'acció col·lectiva (socialització dels mitjans de producció, etc.). 
A més, ressalta el fet que una gran part de la satisfacció provenen de coses que difícilment es poden sotmetre a règims de propietat privada (o el seu equivalent no-mercantil), però que cal protegir davant d'externalitats. Això ho accepten la majoria dels social-liberals, però a una escala força més reduïda que els socialistes i els ecologistes. 
Així mateix, es destaca la gran quantitat de projectes que, per motius tècnics, econòmics, etc., difícilment són viables fora de l'acció col·lectiva, però que beneficien tothom de tal manera que són indispensables, com l'ús de satèl·lits per a les telecomunicacions internacionals.

### Crítiques espirituals i moralitzants
Durant el seu enfrontament amb els absolutistes, el liberalisme va rebre una sèrie de crítiques de caràcter moralitzant. Aquesta línia també es pot trobar entre alguns sectors marxistes, tot i que en el seu moment aquest moviment també va ser blanc d'aquests atacs. Al Síl·labus dels errors el 1864, el papa Giovanni Maria Mastai-Ferretti (Pius IX) va classificar-lo dins les 80 idees, conviccions polítiques i teories filosòfiques falses i va desabonar-lo com a heterodòxies incompatibles amb la doctrina catòlica.
Aquestes crítiques es basen en l'absència d'una moral preestablerta en el mateix sistema, de forma que aquesta és definida per les accions dels humans. Això implica que valors superiors als humans (religiosos, naturals, etc.) es deixen de banda.
Segons afirmen els defensors del liberalisme, en el cas de la moralització pseudomarxista, la crítica prové de la no-fixació de valors en el mateix sistema. En el mateix marxisme, però, aquests valors tampoc no estan fixats, sinó que aquests són definits pel col·lectiu. Aquesta crítica, per tant, prové d'individus que proposen convertir en sistema la totalitat de les seves pròpies conviccions morals, negant la validesa de la dels altres.
Com a aclariment a aquestes paraules, cal dir que cap sistema manca de moral, però sí que és cert que la moral liberal és molt més laxa que la d'altres ideologies.

### Crítiques pragmàtiques
La crítica pragmàtica fa incidència en els problemes d'ordre pràctic que pot oferir la ideologia liberal.
Un exemple de crítica pràctica ja mencionat a les crítiques col·lectivistes versa sobre la impossibilitat o gran dificultat de sotmetre al règim de propietat coses com el paisatge, l'aire, les ones electromagnètiques que pugui enviar un satèl·lit de posicionament global, etc.
També es podrien incloure en la crítica els problemes d'ordre públic en cas d'aparèixer grans desigualtats socials (argument de paretians pragmàtics).

## Figures liberals
La següent llista recull una breu relació orientativa de liberals de gran rellevància en la història d'aquest corrent de pensament intel·lectual, acadèmic i polític.
| - John Locke - Montesquieu - Voltaire - David Hume - Alexis de Tocqueville - Herbert Spencer - José Ortega y Gasset - Karl Popper - John Rawls - Ayn Rand - Murray Rothbard | - Juan de Mariana - Adam Smith - David Ricardo - John Stuart Mill - Carl Menger - Ludwig von Mises - Milton Friedman - Friedrich Hayek - Wilhelm Röpke - Ludwig Erhard - Eugen von Böhm-Bawerk | - Benjamin Franklin - Thomas Jefferson - Jacques Turgot - Francisco de Miranda - Jacques Pierre Brissot - Nicolas de Condorcet - Thomas Paine - James Madison - Ludwig Erhard - Margaret Thatcher | - Frédéric Bastiat - Henry Hazlitt - Álvaro Alsogaray - Marcos Aguinis - Juan Montalvo - Johan Norberg - Octavio Paz - Jean-François Revel - Thomas Szasz - Armando Valladares - Mario i Álvaro Vargas Llosa - Elinor Ostrom |

### Principals obres
| - Pregària fúnebre, Pèricles, 430 aC. - Sobre la República, Ciceró, 50 aC. - Carta Magna, 1215. - Instrucció de mercaders, Saravia de la Calle, 1544. - Tractats sobre el govern civil, John Locke, 1690. - L'esperit de les lleis, Baró de Montesquieu, 1748. - Un assaig sobre la naturalesa del comerç en general, Richard Cantillon, 1755. - Indagació sobre la naturalesa i les causes de la riquesa de les nacions, Adam Smith, 1776. - Introducció als principis de moral i legislació, Jeremy Bentham, 1780. - Fonamentació de la metafísica de la moral, Immanuel Kant, 1785. - El Federalista, James Madison, Alexander Hamilton i John Jay, 1788. - Autobiografia, Benjamin Franklin, 1788. - Reflexions sobre la Revolució Francesa, Edmund Burke, 1790. - Principes d'Économie Politique, Nicolas François Canard, 1801. - Tractat d'economia política: o la producció, distribució, i consum de la riquesa, Jean-Baptiste Say, 1803. - De la llibertat dels antics comparada amb la dels moderns, Benjamin Constant, 1819. - La democràcia a Amèrica, Alexis de Tocqueville, 1840. - Sistema econòmic i rendistes de la Confederació Argentina, Juan Bautista Alberdi, 1854. - Sobre la llibertat, John Stuart Mill, 1859. - L'home contra l'Estat, Herbert Spencer, 1884. - Capital i interès, Eugen von Böhm-Bawerk, 1884-1909. - La societat del futur, Gustave de Molinari, 1899. - La rebel·lió de les masses, José Ortega i Gasset, 1930. - Camí de servitud, Friedrich Hayek, 1944. - La societat oberta i els seus enemics, Karl Popper, 1945. - Sobre el poder, Bertrand de Jouvenel, 1945. - Ètica de la societat competitiva, Frank Knight, 1946. | - L'acció humana, Ludwig von Mises, 1949. - La Rebel·lió d'Atlas, Ayn Rand, 1957. - Dos conceptes de llibertat, Isaiah Berlin, 1958. - La llibertat i la llei, Bruno Leoni, 1958. - Una economia humana, Wilhelm Röpke, 1960. - El problema del cost social, Ronald Coase, 1960. - El càlcul del consens, James M. Buchanan i Gordon Tullock, 1962. - Capitalisme, socialisme i democràcia, Joseph Schumpeter, 1962. - Capitalisme i llibertat, Milton Friedman, 1962. - La gran depressió americana, Murray Rothbard, 1963. - La maquinària de la llibertat, David Friedman, 1971. - Teoria de la justícia, John Rawls, 1971. - Anarquia, Estat i utopia, Robert Nozick, 1974. - Llibertat individual: obres selectes, William Hutt, 1975. - En defensa de la corporació, Robert Hessen, 1979. - Llibertat de triar, Milton Friedman, 1980. - Tractat sobre la família, Gary Becker, 1981. - Teoria de la democràcia, Giovanni Sartori, 1987. - Institucions, canvi institucional i acompliment econòmic, Douglass North, 1990. - La fi de la història i l'últim home, Francis Fukuyama, 1992. - Propietat i llibertat, Richard Pipes, 1999. - Desenvolupament i llibertat, Amartya Sen, 1999. - De la subsistència a l'intercanvi, Peter Bauer, 2000. - Per què la globalització funciona, Martin Wolf, 2004. - Donant compte dels drets de propietat, Hernando de Soto, 2006. - L'escola austríaca d'economia en el segle XXI, Autors diversos, 2006. - Llibertat: un sistema de fronteres mòbils, Enrique Arenz, 1986. |